# 鋏龍屬

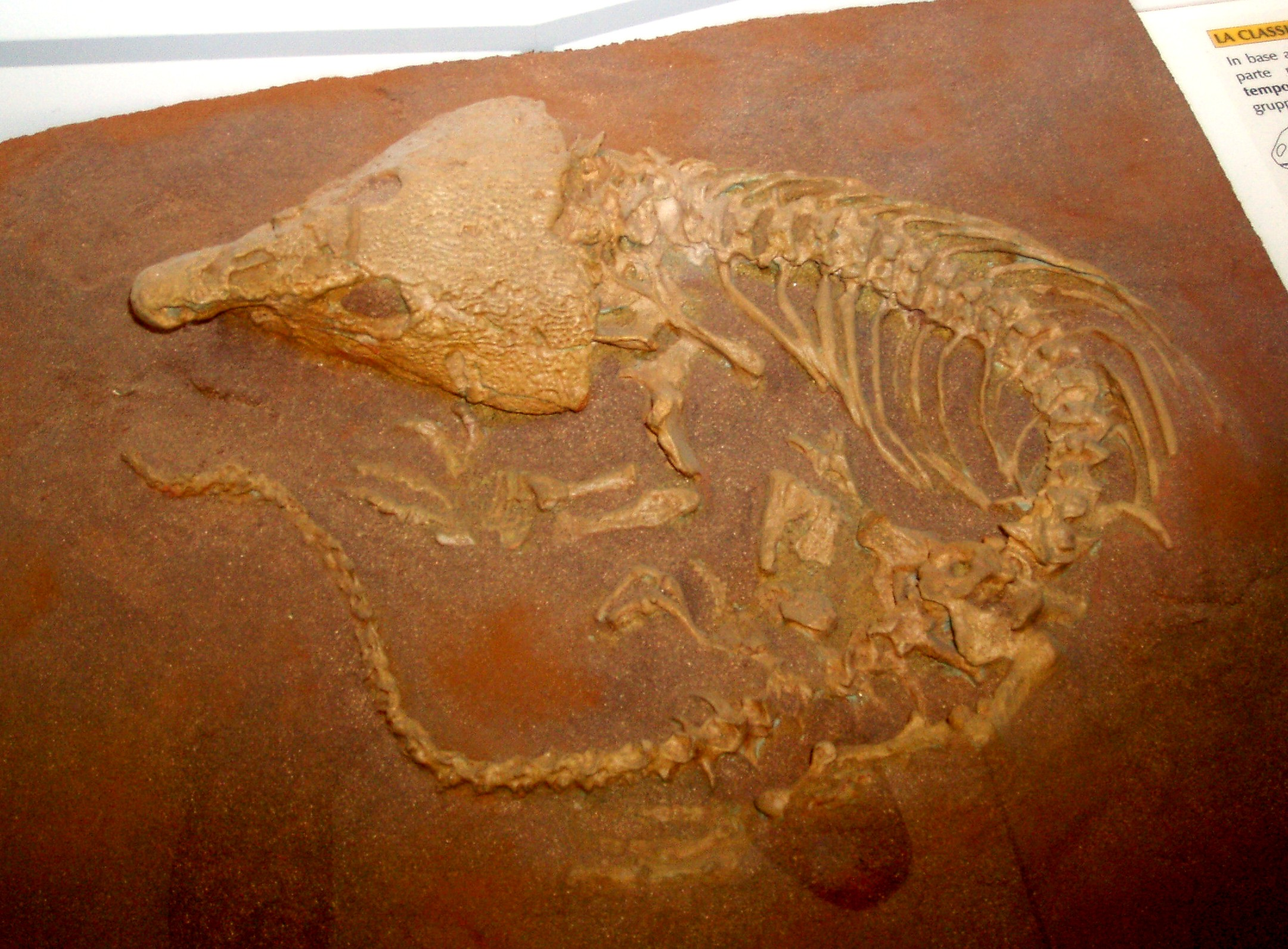
鋏龍的化石

鋏龍屬（學名：Labidosaurus）是種史前爬行動物，生存於二疊紀，身長約75公分。化石發現於美國德州。
鋏龍非常原始，身體笨重，外形類似蜥蜴，頭部大。不同於其他大鼻龍科，鋏龍具有銳利的單排圓錐狀牙齒，被推測是雜食性動物，以昆蟲或其他有硬殼的動物為食，或者是堅硬的植物。
在2001年，一個鋏龍下頜被發現曾有骨頭發炎的病症。這是已知最早被發現有骨髓炎的陸地脊椎動物。科學家推測，這可能因為齒骨的牙齒斷裂，導致牙髓腔接觸到細菌。鋏龍與其他進階型大鼻龍科動物，牙齒深植於頜部骨頭，因此牠們的牙齒替換時，速度較慢。因此斷裂牙齒可能長期接觸到口腔裡的細菌，造成感染。